# Papa Leone IV
Leone IV (Roma, 790 – Roma, 17 luglio 855) è stato il 103º papa della Chiesa cattolica, che lo venera come santo. Il suo pontificato durò dal 10 aprile 847 fino alla sua morte.

## Biografia
Romano di nascita ma, come precisa il Gregorovius, "di stirpe longobarda" (figlio di Rodualdo o Ridolfo) e monaco benedettino nel monastero di San Martino presso la Basilica di San Pietro, fu suddiacono sotto papa Gregorio IV che lo aveva in stima e venne scelto all'unanimità per succedere a Sergio II quand'era cardinale arciprete dei SS. Quattro Coronati. Il pericolo incombente dei Saraceni, che già avevano assalito la città l'anno prima, indusse i Romani a consacrare Leone in gran fretta, senza aspettare la conferma dell'imperatore Lotario I, il 10 aprile (secondo il Moroni l'11 aprile, mentre il sito del Vaticano riporta il 10 maggio) dell'847. La consacrazione era stata irregolare, poiché era avvenuta sine nomina imperatoris e dunque senza il suo beneplacito, ma Lotario non se ne risentì, come nel caso del predecessore papa Sergio II, probabilmente perché era ben consapevole della mancata difesa di Roma dall'assalto dei Saraceni.

### L'incendio di Borgo

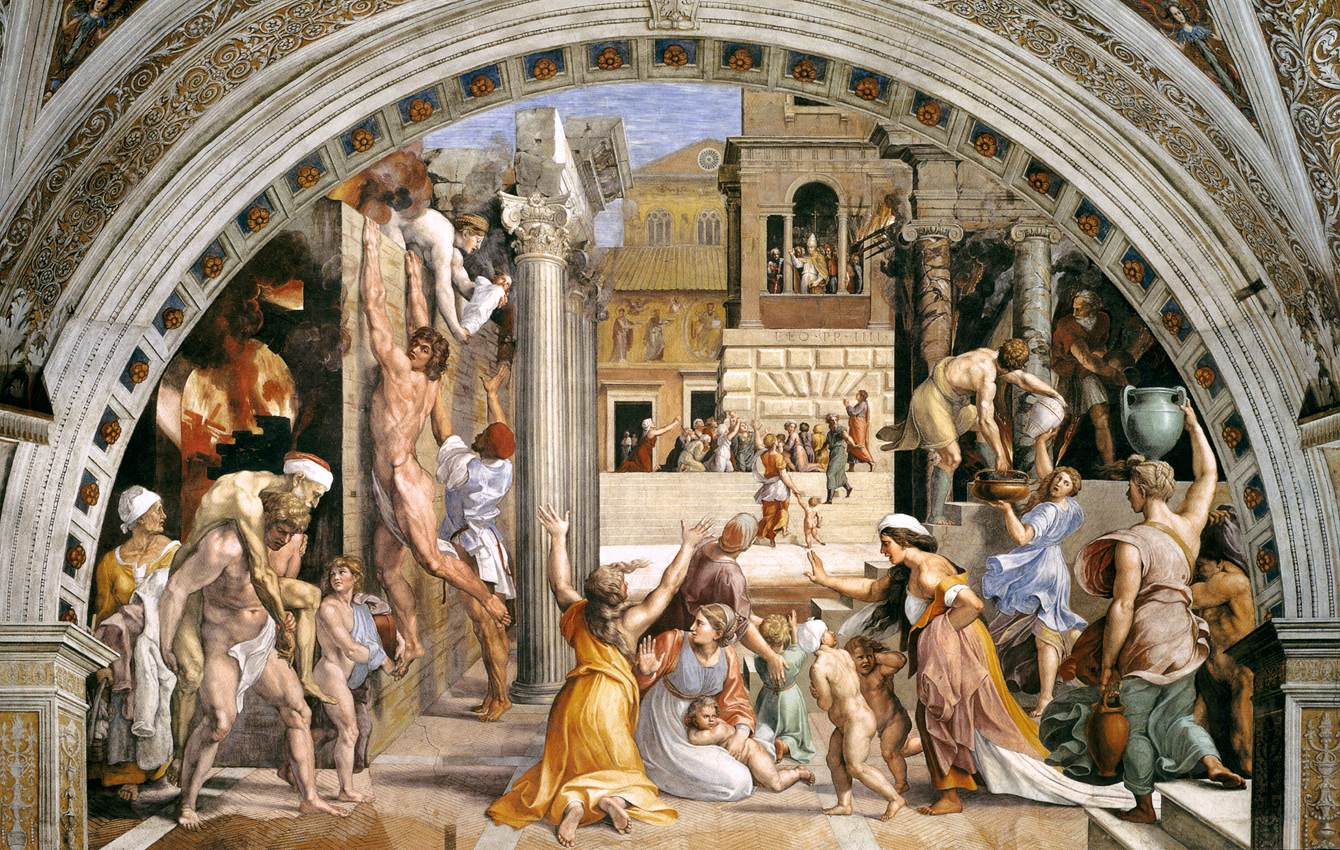
L'Incendio di Borgo di Raffaello Sanzio. L'affresco, che dà il nome all'omonima stanza (Città del Vaticano), rievoca la leggenda più famosa riguardante Leone IV.

Ad accrescere le ansie della popolazione, già preoccupata per i Saraceni, nello stesso anno 847 si verificò prima un violento terremoto (che, tra l'altro, fece crollare una parte del Colosseo), seguito da un grave incendio che distrusse la zona di Borgo e giunse a minacciare il porticato della basilica di San Pietro. Secondo il Liber pontificalis, Leone avrebbe estinto miracolosamente l'incendio impartendo la solenne benedizione. L'evento rappresenta il soggetto di un affresco di Raffaello, l'Incendio di Borgo, che si trova nella "Stanza dell'Incendio" all'interno dei Musei Vaticani. Ecco quanto narrato dal Liber pontificalis: 
(Liber pontificalis, pp. 110-111)

### La ricostruzione delle difese di Roma
Quando salì al soglio pontificio, papa Leone si ritrovò vescovo di una città in rovina, a causa dei danni compiuti dai Saraceni nell'agosto dell'846. Il pericolo dei pirati, che stavano assediando Gaeta, era più che mai attuale, e le preoccupazioni dei Romani imponevano d'intervenire immediatamente sulla difesa della città e sul restauro delle sue mura di cinta. Tra l'848 e l'849, con i soldi inviati dall'imperatore e con quelli del patrimonium Sancti Petri, riparò i danni alle mura, rinforzò e fortificò tutte le porte e riedificò una quindicina di torri; due di queste, poste sulle sponde opposte del Tevere nei pressi della porta Portuensis, vennero collegate da una catena che poteva essere tesa in modo da sbarrare l'accesso in città dal fiume. A protezione del Colle Vaticano e della Basilica di San Pietro edificò le mura che portano il suo nome.

### La lega antisaracena (Lega Campana)
La grandezza di Leone IV non consistette soltanto nel ridare a Roma sicurezza dopo la terribile incursione musulmana, ma anche nel prevenire nuovi attacchi pirateschi. Nell'incombenza del pericolo, il pontefice nell'849 costituì una coalizione navale non solo per difendere Roma, ma anche per mettere a tacere, per il tempo più lungo possibile, le scorribande saracene e per restituire sicurezza ai traffici commerciali. Grazie alla sua autorità spirituale riuscì a convincere, a grandi linee, i sovrani dei ducati di Amalfi, Gaeta, Napoli e Sorrento, a formare una potente flotta che si contrapponesse a quella saracena, che già puntava le coste laziali per invadere e distruggere Roma. La vittoria arrise alla flotta cristiana guidata da Cesario Console, figlio del duca di Napoli, schierata all'imbocco del porto di Ostia, ma fu in parte favorita anche da una violenta tempesta che contribuì a sbaragliare lo schieramento saraceno. Lo stesso Raffaello contribuì successivamente a rendere memorabile l'impresa dei marinai della Lega Campana immortalando con un mirabile affresco la battaglia di Ostia nelle stanze vaticane..

### La Città leonina e la difesa del Lazio

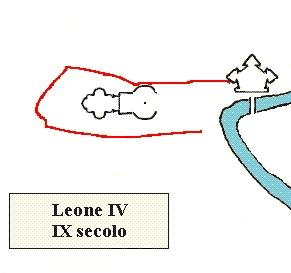
Il primo tracciato delle Mura Leonine, dalla caratteristica forma a ferro di cavallo.

All'epoca in cui l'imperatore Aureliano dotò la città di Roma di una cinta muraria difensiva, non si ravvisò la necessità di racchiudere nella cerchia anche il Colle Vaticano, ma ora, a distanza di alcuni secoli, l'area si era abbondantemente popolata e la Basilica di San Pietro era diventata il centro della cristianità occidentale. Leone fece dunque presente a Lotario, considerato anche il saccheggio saraceno dell'846, la necessità di racchiudere anche l'area vaticana entro mura difensive. Ottenuto il consenso (e il cospicuo contributo economico) imperiale, in tre anni fu innalzata un'opera poderosa che racchiudeva la Basilica e il quartiere circostante. L'opera fu inaugurata il 27 giugno 852, con solenni cerimonie e una processione che vide il papa, i più alti prelati, la nobiltà e il popolo romano percorrere a piedi tutto il perimetro delle nuove mura, con benedizioni, salmi e inni. Secondo il Gregorovius, alla costruzione del muro di difesa voluto da Leone partecipò anche un certo numero di Saraceni, presi prigionieri dopo la battaglia di Ostia e utilizzati come schiavi.
Le opere di difesa interessarono non solo la città di Roma, ma anche tutti i centri dello Stato della Chiesa colpiti e danneggiati dalle incursioni saracene. Oltre a riparare i danni alle basiliche di San Pietro e di San Paolo, e dotarle di nuovi e più ricchi e sfarzosi arredi e tesori, Leone dunque riedificò e fortificò l'antico scalo marittimo di Portus, alla foce del Tevere, che ripopolò con profughi provenienti dalla Corsica. Intervenne anche sul porto di Centumcellae (l'odierna Civitavecchia), ma piuttosto che ricostruire la città distrutta ritenne più opportuno trasferire l'intera popolazione a poche miglia di distanza, in una nuova città che battezzò Leopoli. Ricostruì l'antica Corneto, al posto della distrutta Tarquinia, e riedificò, o per lo meno fortificò Horta (Orte) ed Ameria (Amelia), importanti centri dell'ex Corridoio Bizantino sulla Via Amerina che, privi di protezione, erano stati abbandonati dagli abitanti all'arrivo dei Saraceni.
Particolarmente intensa fu anche l'opera di aiuto alla popolazione, con rifornimento di generi alimentari, e di amministrazione del patrimonium Sancti Petri, con l'edificazione di nuove chiese ed il restauro di molte danneggiate o distrutte, opera che gli valse l'appellativo di «restauratore di Roma».

### Relazioni con l'Impero
I rapporti con Lotario e suo figlio ed erede Ludovico II non furono tesi ma neanche idilliaci: pesava comunque, in senso negativo, il mancato aiuto dato a Roma durante l'attacco saraceno dell'846 e il mancato contributo militare alla lega navale organizzata dal pontefice. Nel complesso, comunque, le relazioni tra Chiesa e Impero furono abbastanza stabili, registrando ora momenti positivi, ora lievi periodi di crisi.
Su richiesta di Lotario, il giorno di Pasqua dell'850 Leone incoronò imperatore suo figlio Ludovico: si trattava evidentemente di una riaffermazione del prestigio e del privilegio pontificio di compiere un tale atto.
Nell'855 un grave episodio rischiò di minare seriamente i rapporti con l'impero: Daniele, il magister militum di Roma, avanzò nei confronti di Graziano, comandante della milizia e personaggio molto vicino al papa, l'accusa di tramare per un riavvicinamento dello Stato della Chiesa all'impero orientale. Il papa stesso era accusato di macchinazioni contro l'impero. Di vero, in queste accuse, c'erano solo le voci di malcontento dei Romani che, di fronte all'inerzia dimostrata dall'imperatore nella questione dei Saraceni, vagheggiavano effettivamente un ritorno ai Bizantini che avrebbero forse potuto curare meglio gli interessi della città. Nonostante le assicurazioni di Leone sull'infondatezza delle accuse e la sua disponibilità a sottomettersi ad un giudizio, Ludovico si precipitò a Roma dove volle mettere a confronto Daniele e Graziano. Le accuse si rivelarono completamente infondate e Ludovico ripartì, lasciandosi dietro una ben magra figura del partito franco.

### Relazioni con altri regni cristiani
Ancora nell'855 si recò a Roma per fare visita a Leone Etelvolfo, sovrano dei sassoni inglesi, con suo figlio, il futuro Alfredo il Grande, per essere incoronati dal pontefice. Questo gesto così singolare (i Pontefici avevano il diritto di incoronare gli imperatori, ma non di confermare altri re), diede il via ad un rapporto tra sfera civile e religiosa ancora più stretto, in cui i regnanti cercavano di ottenere il riconoscimento della propria sovranità per grazia divina.

### Governo della Chiesa
Leone indisse due concili, nell'850 e nell'853, per dirimere una questione disciplinare che portò alla scomunica e poi alla deposizione di Anastasio, cardinale di S. Marcello che aveva abbandonato la sua diocesi e, sordo ai richiami del papa, si era stabilito ad Aquileia (divenendo nell'855 l'antipapa Anastasio III).
Difficoltà si presentarono inoltre nelle relazioni con l'arcivescovo di Ravenna, a causa di alcune rivendicazioni giurisdizionali che il pontefice romano riservava a sé. L'arcivescovo si considerava l'erede diretto dell'esarca bizantino e pretendeva di mantenere un'indipendenza sostanziale da Roma (autocefalia). Nel breve pontificato leonino, i dissidi si riacuirono, tanto che nell'852 l'establishment ravennate organizzò l'assassinio di uno dei legati pontifici, gesto che portò il papa stesso a recarsi a Ravenna e ad estradare a Roma uno degli omicidi, che fu individuato nel fratello dell'arcivescovo.
Secondo quanto riporta il Moroni, Leone IV creò, in due sole ordinazioni, 63 vescovi, 19 preti e 8 diaconi.
Papa Leone fu il primo pontefice a contare, nei documenti ufficiali, l'inizio del suo pontificato, datandoli in base all'anno di regno.

### Morte e sepoltura
Leone IV morì il 17 luglio dell'855, e fu sepolto in San Pietro.

## Culto
Papa Leone IV è venerato come santo dalla Chiesa cattolica, che ne ricorda la memoria liturgica il 17 luglio:
(Vetus Martyrologium Romanum, p. 21, 17 luglio)

## Rappresentazioni nella cultura di massa
- Papa Leone IV è interpretato da Trevor Howard nel film La Papessa Giovanna (1972).

- Nella serie televisiva Vikings (2013-2021) è presente nell'episiodio 4x9 ed è interpretato da John Kavanagh.